# Ushuaia Loppet
Ushuaia Loppet – długodystansowy bieg narciarski, rozgrywany co roku na początku sierpnia, w okolicy argentyńskiego miasta Ushuaia na Ziemi Ognistej. Pierwsza edycja biegu miała miejsce w 1986 roku. Do 2015 roku rozgrywany był na dystansie 42 km techniką dowolną. Od 2014 roku zawody te należą do cyklu Worldloppet. 
Pierwszą edycję biegu w ramach Worldloppet wygrali reprezentanci gospodarzy: Federico Cichero i María Constanza Viaña.

## Lista zwycięzców w ramach Worldloppet
| Rok  | Mężczyźni                                                                 | Kobiety                                                                   | Dystans                                                                   |
| ---- | ------------------------------------------------------------------------- | ------------------------------------------------------------------------- | ------------------------------------------------------------------------- |
| 2025 | Bieg odwołany z powodu złego stanu infrastruktury i trudności finansowych | Bieg odwołany z powodu złego stanu infrastruktury i trudności finansowych | Bieg odwołany z powodu złego stanu infrastruktury i trudności finansowych |
| 2024 | Victor De Lima Santos                                                     | Kirsten Gjere                                                             | 42 km styl. klas.                                                         |
| 2023 | Johan Didron                                                              | Isabel Lane                                                               | 42 km styl. klas.                                                         |
| 2022 | Victor De Lima Santos                                                     | Kaelyn Williams                                                           | 42 km styl. klas.                                                         |
| 2021 | Bieg odwołany z powodu pandemii COVID-19                                  | Bieg odwołany z powodu pandemii COVID-19                                  | Bieg odwołany z powodu pandemii COVID-19                                  |
| 2020 | Bieg odwołany z powodu pandemii COVID-19                                  | Bieg odwołany z powodu pandemii COVID-19                                  | Bieg odwołany z powodu pandemii COVID-19                                  |
| 2019 | Matias Zuloaga                                                            | Claire Waichler                                                           | 50 km styl. klas.                                                         |
| 2018 | Federico Cichero                                                          | Tiina Voogne                                                              | 50 km styl. klas.                                                         |
| 2017 | Federico Cichero                                                          | Clarisa Laura Panosetti                                                   | 48 km styl. klas.                                                         |
| 2016 | Bieg odwołany                                                             | Bieg odwołany                                                             | Bieg odwołany                                                             |
| 2015 | Carlos Lannes                                                             | Justyna Kowalczyk                                                         | 42 km styl. dow.                                                          |
| 2014 | Federico Cichero                                                          | María Constanza Viaña                                                     | 42 km styl. dow.                                                          |